# 桑尼·珀杜
喬治·歐文·「桑尼」·珀杜三世（1946年12月20日—），是美國的一位政治人物。
在2003年至2011年期間，桑尼·珀杜擔任第81任喬治亞州州長職務。珀杜是喬治亞州自重建時期以來首位共和黨州長。他於2017年4月24日獲參議院確認美國農業部長任命。